# برانیمیر ووویچ
برانیمیر ووویچ (انگلیسی: Branimir Vujević؛ زادهٔ ۲۹ نوامبر ۱۹۷۴) قایقران روئینگ اهل کرواسی است.